# Hyperaeschra costiguttatus
Hyperaeschra costiguttatus är en fjärilsart som beskrevs av Matsumura 1925. Hyperaeschra costiguttatus ingår i släktet Hyperaeschra och familjen tandspinnare. Inga underarter finns listade i Catalogue of Life.